# Homorod
Homorod é uma comuna romena localizada no distrito de Brașov, na região histórica da Transilvânia. A comuna possui uma área de 118.34 km² e sua população era de 2304 habitantes segundo o censo de 2007.